# Cung điện ở Brzezinka
Cung điện ở Brzezinka (tiếng Ba Lan: Pałac w Brzezince) là một một cung điện có từ đầu thế kỷ 18 tại làng Brzezinka, thuộc thị trấn Oleśnica, tỉnh Dolnośląskie, Ba Lan. Công trình kiến trúc này có tên trong danh sách di tích. Hiện nay, cung điện đang trong tình trạng xuống cấp nghiêm trọng.

## Lịch sử
Năm 1725, cung điện được xây dựng dành cho Bá tước Karol Krystian von Kospoth. Cung điện thuộc sở hữu của gia đình bá tước này cho đến năm 1945. Vào năm 1945, cung điện bị hư hại và được chuyển giao cho một nông trường nhà nước. Năm 1989, chủ sở hữu mới bắt đầu tái thiết cung điện. Nhưng dự án này đã bị gián đoạn sau khi trần nhà bị sập.

## Kiến trúc
Đây là một cung điện theo phong cách Baroque muộn, dựa trên thiết kế của kiến trúc sư đến từ Wrocław - Johann Blasius Peintner. Công trình kiến trúc này là một dinh thự ba tầng hình chữ nhật. Tòa nhà là một phần trong khu phức hợp cung điện và trang trại bao gồm: công viên từ nửa đầu thế kỷ 18 và nhà ở cho quản gia có từ năm 1731 và được xây dựng lại vào thế kỷ 19-20. Năm 1950, tám bức tượng từ công viên này được đặt trong khu vườn ở Cung điện Wilanów (Warsaw).